# Anna Jestříbková
Anna Jestříbková (* 29. Februar 2004 in Prag) ist eine tschechische Handballspielerin.

## Karriere
Anna Jestříbková spielte bis 2023 für DHC Slavia Prag. Mit Prag konnte sie 2023 die tschechische Meisterschaft gewinnen. 2023 wechselte sie zu DHK Baník Most.
Mit der tschechischen Jugend-Nationalmannschaft nahm sie an der U18-Weltmeisterschaft 2022 teil. Ihr Debüt für die tschechische Nationalmannschaft gab sie im Oktober 2023 gegen Finnland. Bei der Weltmeisterschaft 2023 belegte sie mit Tschechien den 8. Platz.